# Сердар Азіз
Сердар Азіз (тур. Serdar Aziz, нар. 20 жовтня 1990, Бурса) — турецький футболіст, центральний захисник клубу «Фенербахче» і національної збірної Туреччини.

## Клубна кар'єра
У дорослому футболі дебютував 2008 року виступами за команду «Бурсаспор» з рідного міста, в якій провів вісім сезонів, взявши участь у 134 матчах чемпіонату. 2010 роек допоміг команді здобути титул чемпіона Туреччини.
Протягом 2016–2019 років захищав кольори «Галатасарай», у складі якого також ставав чемпіоном Туреччини.
Влітку 2019 року, після завершення контракту із «Галатасараєм», приєднався до команди «Фенербахче».

## Виступи за збірну
2013 року дебютував в офіційних матчах у складі національної збірної Туреччини.

## Титули і досягнення
- Чемпіон Туреччини (2):

«Бурсаспор»: 2009-2010
«Галатасарай»: 2017-2018
- Володар Кубка Туреччини (1):

«Фенербахче»: 2022-23
- Володар Суперкубка Туреччини (1):

«Галатасарай»: 2016